# LA to the Moon Tour
LA to the Moon Tour bylo čtvrté koncertní turné americké zpěvačky Lany Del Rey. Turné se zaměřovalo hlavně na zpěvaččino album Lust for Life z roku 2017. Turné bylo zahájeno v Minneapolis 5. ledna 2018 a zpěvačka během něj objela Severní i Jižní Ameriku, Austrálii a Evropu. Na prvních 5 koncertech v Minneapolis, Denveru, Kansas City, Chicagu a Bostonu byla předskokankou americká zpěvačka Jhené Aiko, po zbytek severoamerické části turné kromě havajského vystoupení pak kolumbijsko-americká zpěvačka Kali Uchis.

## Pozadí
Poté, co bylo 21. července 2017 zveřejněno album Lust for Life, začalo se diskutovat, zda zpěvačka pro fanoušky přichystá světové turné pro nové album. Po sérii několika vystoupení ve Velké Británii a Spojených státech oznámila zpěvačka 19. srpna prostřednictvím videa, které bylo nahráno na její facebookový a instagramový profil, další světové turné.
27. září byla jako první zveřejněna města a data turné v Severní Americe, ve stejný den zpěvačka oznámila, že se objeví i na několika festivalech v Jižní Americe. Vstupenky na tato vystoupení byly v prodeji 2. října. Termíny australských a evropských koncertů byly oznámeny 16. října.

## Přípravy
Během říjnového interview pro MTV zpěvačka prozradila, že se při přípravách stage snažila zahrnout hodně citů a projekce s tématem pláže a "nádherné konstrukce, které se pohybují na a ze stage, aby prostředí koncertu udělila klasický dojem".

## Seznam zpívaných písní
Následující seznam obsahuje písně, které zpěvačka předvedla na prvním koncertu 5. ledna 2018 v Minneapolis. Seznam nereprezentuje písně celého turné.
1. 13 Beaches
2. Pretty When You Cry
3. Cherry
4. Scarborough Fair (tradiční anglická balada)
5. Born to Die
6. Blue Jeans
7. White Mustang
8. National Anthem (včetně úvodní písně Happy Birthday, Mr. President, která se objevila v oficiálním klipu písně)
9. When the World Was at War We Kept Dancing
10. Music to Watch Boys To
11. Lust for Life
12. Change
13. Black Beauty
14. Young and Beautiful
15. Ride (uvedena monologem z oficiální klipu písně)
16. Video Games
17. Love
18. Ultraviolence
19. Summertime Sadness
20. Serial Killer
21. Off to the Races

## Seznam vystoupení
| Severní Amerika     |                  |                       |                                                          |
| 5. ledna 2018       | Minneapolis      | Minnesota, USA        | Target Center                                            |
| 7. ledna 2018       | Denver           | Colorado, USA         | Pepsi Center                                             |
| 11. ledna 2018      | Chicago          | Illinois, USA         | United Center                                            |
| 13. ledna 2018      | Boston           | Massachusetts, USA    | TD Garden                                                |
| 15. ledna 2018      | Toronto          | Ontario, Kanada       | Air Canada Center                                        |
| 17. ledna 2018      | Detroit          | Minnesota, USA        | Little Caesar's Arena                                    |
| 19. ledna 2018      | Newark           | New Jersey, USA       | Prudential Center                                        |
| 21. ledna 2018      | Filadelfie       | Pensylvánie, USA      | Wells Fargo Center                                       |
| 23. ledna 2018      | Columbus         | Ohio, USA             | Schottenstein Center                                     |
| 25. ledna 2018      | Washington, D.C. | Washington, D.C., USA | Capital One Arena                                        |
| 26. ledna 2018      | State College    | Pensylvánie, USA      | Bryce Jordan Center                                      |
| 30. ledna 2018      | Charlotte        | Severní Karolína, USA | Spectrum Center                                          |
| 1. února 2018       | Fort Lauderdale  | Florida, USA          | BB&T Center                                              |
| 2. února 2018       | Orlando          | Florida, USA          | Anway Center                                             |
| 5. února 2018       | Atlanta          | Georgie, USA          | Philips Arena                                            |
| 6. února 2018       | Nashville        | Tennessee, USA        | Bridgestone Arena                                        |
| 7. února 2018       | Denver           | Colorado, USA         | Pepsi Center                                             |
| 8. února 2018       | Dallas           | Texas, USA            | American Airlines Center                                 |
| 10. února 2018      | Houston          | Texas, USA            | Toyota Center                                            |
| 11. února 2018      | Austin           | Texas, USA            | Frank Erwin Center                                       |
| 13. února 2018      | Phoenix          | Arizona, USA          | Talking Stick Resort Arena                               |
| 15. února 2018      | San Diego        | Kalifornie, USA       | Valley View Casino                                       |
| 16. února 2018      | Las Vegas        | Nevada, USA           | Mandalay Bay Event Center                                |
| 28. února 2018      | Honolulu         | Havaj, USA            | Waikiki Shell                                            |
| Jižní Amerika       |                  |                       |                                                          |
| 17. března 2018     | Buenos Aires     | Argentina             | Hipódromo de San Isidro (součást Lollapalooza Argentina) |
| 18. března 2018     | Santiago         | Chile                 | Parque O'Higgins (součást Lollapalooza Chile)            |
| 23. března 2018     | Bogotá           | Kolumbie              | Parque Deportivo 222 (součást Estéreo Picnic Festival)   |
| 25. března 2018     | São Paulo        | Brazílie              | Autódromo de Interlagos (součást Lollapalooza Brazil)    |
| Austrálie a Oceánie |                  |                       |                                                          |
| 29. března 2018     | Brisbane         | Austrálie             | Riverstage                                               |
| 31. března 2018     | Melbourne        | Austrálie             | Sidney Myer Music Bowl                                   |
| 2. dubna 2018       | Sydney           | Austrálie             | Qudos Bank Arena                                         |
| Evropa              |                  |                       |                                                          |
| 11. dubna 2018      | Milán            | Itálie                | Mediolanum Forum                                         |
| 13. dubna 2018      | Řím              | Itálie                | Palalottomatica                                          |
| 16. dubna 2018      | Berlín           | Německo               | Mercedes-Benz Arena                                      |
| 17. dubna 2018      | Antverpy         | Belgie                | Sportpaleis                                              |
| 19. dubna 2018      | Barcelona        | Španělsko             | Palau Sant Jordi                                         |
| 20. dubna 2018      | Madrid           | Španělsko             | Palacio De Vistalegre                                    |

- Vystoupení, které se mělo uskutečnit 9. ledna 2018 v Kansas City v Missouri, zpěvačka zrušila kvůli nemoci. Na svém twitterovém účtu se omluvila fanouškům a vyjádřila zájem o posunutí koncertu na jiný termín.